# Denk
Denk (typographié DENK dans le logo, signifiant « pense » en néerlandais et « égalité » en turc) est un parti politique néerlandais fondé en 2015 et dont l'objet est la défense des intérêts des Néerlandais d'origine étrangère. Il compte trois représentants aux États généraux.

## Histoire
Le parti est fondé par deux représentants néerlandais d'origine turque, Tunahan Kuzu et Selçuk Öztürk (en). Membres de la Seconde Chambre, élus lors des élections de 2012 pour le Parti travailliste, ils sont exclus de ce parti le 13 novembre 2014 pour avoir critiqué la politique migratoire du gouvernement.
Le 9 février 2015, ils baptisent leur groupe parlementaire du nom de Denk et rendent public un manifeste politique favorable à une société tolérante et solidaire qui lutte contre le racisme.
Lors des élections législatives néerlandaises de 2017, Denk obtient trois mandats de représentants : sont élus Tunahan Kuzu, Selçuk Öztürk et Farid Azarkan, président de l'Association de travail de cohésion des Maroco-Néerlandais.

## Programme et idéologie
Le programme du parti repose sur un manifeste politique publié en février 2015,. Ce dernier est structuré en cinq points :
- une société tolérante dans laquelle nous nous acceptons les uns les autres.
- une société attentionnée dans laquelle nous nous regardons les uns les autres.
- une société d'apprentissage dans laquelle nous utilisons les talents de chacun.
- une société durable où nous devons penser à notre environnement.
- une société juste, favorisant la justice sociale.

De plus, le parti souhaite que l'apprentissage de l'histoire des migrations soit développé dans les écoles. Aussi, il propose que le terme « intégration » soit remplacé par le mot « acceptation ». Il souhaite également abolir le terme « immigrant ». Le parti déplore également le fait que, selon lui, les personnes d'origine non occidentale sont moins susceptibles de trouver un emploi ou un stage que les autres et ont souvent des expériences négatives avec les forces de l'ordre.
Le manifeste du parti déclare que le racisme aux Pays-Bas est de nature structurelle et institutionnelle. En conséquence, il souhaite mettre en place un « registre du racisme » au sein duquel seraient enregistrées toutes les manifestations de racisme.
Denk propose, pour l'éducation, le développement de la diversité dans chaque salle de classe. Il souhaite également que dans toutes les écoles du pays, à la fois dans l'enseignement primaire et secondaire, l'étude du mandarin, de l'arabe et du turc soit introduite et proposée à titre facultatif aux élèves. Selon Denk, l'apprentissage de ces langues serait utile pour l'économie du pays et pour les relations internationales de ce dernier. Enfin, toujours selon son manifeste, Denk indique que les imams ne devraient pas uniquement être nommés dans les mosquées mais aussi dans les établissements de soins, les prisons et auprès des forces armées.
Au sujet des questions internationales, Denk indique que l'ONU et son Conseil de sécurité ont besoin d'une réforme fondamentale. Selon le parti, l'Union européenne devrait poursuivre une politique étrangère indépendante. Denk souhaite également s'attaquer à l'extrémisme en combattant ses racines que sont, selon lui, le désespoir, l'exclusion sociale et l'injustice. Sur le conflit israélo-palestinien, le parti préconise que l'Europe renforce la position internationale de la Palestine et souhaite que les Pays-Bas reconnaissent officiellement la Palestine.
La présentatrice de radio et de télévision, Sylvana Simons rejoint le parti DENK le 8 mai 2016, afin de s'engager activement dans la lutte contre le racisme, la discrimination et la xénophobie et en faveur de la "décolonisation de l'éducation" et de l'autonomisation des femmes,. À la suite de cette adhésion et de polémiques concernant ses prises de position anti-racistes, elle fait l'objet de violentes campagnes de haine sur les réseaux sociaux qui aboutissent à un procès. Elle dit ne pas s'être sentie soutenue par son parti et démissionne de DENK fin décembre 2016 pour fonder son propre parti Artikel 1 (devenu BIJ1).
André Krouwel, politologue à l'université libre d'Amsterdam, note que « Denk est connu pour être sponsorisé et financé par la Turquie d'Erdoğan. Ils s'alignent sur lui, partagent son idéologie, et se comportent ici comme des nationalistes turcs, ne voulant pas l'intégration mais la séparation ». Denk est également accusé de double discours, André Krouwel observant que « dans les mosquées, ils manient une rhétorique musulmane très conservatrice. Mais, en public, ils combinent cela avec une rhétorique égalitaire de gauche ». Floris Vermeulen, professeur associé à l'université d'Amsterdam, ajoute : « les électeurs de la DENK sont conservateurs : ils sont peu favorables à l’euthanasie ou à l’émancipation des homosexuels. À cet égard, ils sont plus proches de ChristenUnie et du SGP que du Parti travailliste. ».

## Chefs politiques du parti
- Tunahan Kuzu (2015-2020)
- Farid Azarkan (depuis 2020)

## Résultats électoraux

### Législatives
| Année | Voix    | %    | Sièges  | Rang | Gouvernement |
| ----- | ------- | ---- | ------- | ---- | ------------ |
| 2017  | 216 147 | 2,06 | 3 / 150 | 12e  | Opposition   |
| 2021  | 211 237 | 2,03 | 3 / 150 | 14e  | Opposition   |
| 2023  | 246 764 | 2,37 | 3 / 150 | 9e   | Opposition   |

### Élections provinciales et sénatoriales
| Année | Voix    | %    | Sièges  | Rang | Gouvernements |
| ----- | ------- | ---- | ------- | ---- | ------------- |
| 2019  | 121 750 | 1,67 | 4 / 570 | 13e  | 0 / 12        |

### Élections européennes
| Année | Voix   | %    | Sièges | Position |
| ----- | ------ | ---- | ------ | -------- |
| 2019  | 60 669 | 1,10 | 0 / 26 | 13e      |